# Давыденко, Леонид Николаевич
Леонид Николаевич Давыденко (род. 14 августа 1941, Кормянский район, Гомельская область) — белорусский ученый-экономист.
С 2000 г. до ноября 2013 г. — заведующий кафедрой экономической теории и экономического воспитания БГПУ им. Максима Танка. С ноября 2013 г. — заведующий кафедрой экономики БГПУ им. Максима Танка. С 1 сентября 2015 г. — профессор кафедры международного туризма факультета международных отношений Белорусского государственного университета.
Член Белорусской академии социальных наук.
Член Международной академии организационных и управленческих наук.

## Основные этапы трудовой и научно-педагогической деятельности
В 1972 году окончил с отличием Белорусский государственный университет по специальности «Экономист» и приступил к преподаванию политической экономии.
В 1975 году защитил кандидатскую диссертацию на тему «Социально-экономическая эффективность аграрно-промышленного кооперирования», по которой опубликовал одноимённую книгу.
В 1989 году защитил диссертацию на соискание ученой степени доктора экономических наук в Академии общественных наук при ЦК КПСС (теперь РАГС).
Профессор с 1990 года.
Экономист Пружанского райфинотдела Брестской области;
Преподаватель кафедры политэкономии Белорусского государственного университета им. В. И. Ленина,
лектор Минского обкома КП Беларуси,
инструктор отдела науки и учебных заведений ЦК КП Беларуси,
проректор по вечернему и заочному обучению Белорусского государственного университета,
заведующий кафедрой политэкономии Минской высшей партийной школы,
заведующий кафедрой экономической теории и политики Института политологии и социального управления КП Беларуси,
заведующий кафедрой экономических наук Белорусского государственного университета,
главный советник группы советников премьер-министра Республики Беларусь (с 1997 года),
заведующий кафедрой экономической теории и экономического воспитания Белорусского государственного педагогического университета имени Максима Танка (до июня 2015 г.).
Всего опубликовано свыше 425 научных трудов.

## Основные направления научной деятельности
Теоретическая разработка проблем агропромышленного кооперирования, экономических форм возрождения работника-хозяина, государственного регулирования социально-экономических отношений, экономической культуры инвестиционных проектов.
Научно обосновал четыре функциональные сферы АПК: ресурсообразующая, производство конечного продукта, его переработка и реализация, социальная инфраструктура.
Исследовал влияние уровня обобществления агропромышленного производства на содержание и характер сельскохозяйственного труда, всестороннее развитие тружеников белорусской деревни. Значительное место отведено методологическим вопросам формирования агропромышленного труда, основных форм разделения и кооперации труда в АПК, межхозяйственных и агропромышленных предприятий Беларуси.
Предложил многообразные формы, методы и пути перехода к рыночным отношениям. Обоснована объективная потребность в реорганизации экономических основ заинтересованного участия человека в производстве. Сформулировал экономический статус ассоциированного работника-собственника, меры государственного регулирования социальной и правовой защиты тружеников государственных предприятий, фермеров, предпринимателей. Выявил объективные тенденции современного экономического развития и их влияние на формы и методы государственного воздействия на переходную экономику Республики Беларусь.
Под руководством Л. Н. Давыденко создана научно-педагогическая школа экономики знаний по исследованию проблем оценки и повышения эффективности функционирования социально-экономических систем, международных основ предпринимательской деятельности. Научное направление посвящено экономике знаний, которые выступают главным фактором и ресурсом развития общества. Объектом исследования являются модели наиболее успешно развивающихся стран с малой экономикой для генерирования и распространения новых знаний в базовые и приоритетные отрасли экономики Республики Беларусь.
История создания научно-педагогической школы связана с разработкой 11 научных проектов, направленных на построение национальных моделей развития экономики знаний на базе роста активности инновационного менеджмента и интеллектуальной собственности. Инновационный менеджмент позволяет деловым людям выбирать наиболее эффективные решения экономических и социальных задач. В целом же рост национальной экономики зависит от разработки и распространения знаний, а также доведение их до потребителя в виде объектов интеллектуальной собственности.
Сформулировал новое направление, связанное с исследованием устойчивого развития регионов Республики Беларусь и в них экологических чистых продуктов и экологического туризма. На эту тему в соавторстве в 2015 году им опубликована первая научная работа «Международные проекты и программы устойчивого развития региона (на примере Гомельской области)».

## Педагогическая деятельность
Экономическая подготовка педагогических кадров для системы высшего, среднего и специального образования, а также на подготовку экономистов-исследователей;
лекционные курсы по экономической теории, основам предпринимательства, основам управления интеллектуальной собственностью, осуществляет руководство дипломными работами, кандидатскими и докторскими диссертациями;
для методического обеспечения учебного процесса принимает участие в подготовке учебных пособий, рекомендаций, разработок по курсу экономической теории, предпринимательской деятельности, основам управления интеллектуальной собственностью.
В настоящее время Леонид Николаевич Давыденко — профессор кафедры международного туризма факультета международных отношений Белорусского государственного университета, занят подготовкой студентов, магистрантов и аспирантов для специальностей профиля «Инновационный менеджмент в сфере международного туризма» и «Управления в социальных и экономических системах».

## Подготовка научных кадров
Под его научным руководством подготовлено и защищено 15 кандидатских и 3 докторских диссертации. Выступает официальным оппонентом при защите докторских, кандидатских диссертаций, готовит отзывы кафедры на докторские и кандидатские диссертации.

## Научные контакты и совместная научная работа с зарубежными вузами
Московский государственный университет им. М. В. Ломоносова (Россия), Ленинградский государственный университет им. А. С. Пушкина (Россия), Одесский национальный университет им. И. И. Мечникова (Украина), Университет в Белостоке (Польша) и др.

## Основные опубликованные научные работы
- Давыденко Л. Н. Социально-экономическая эффективность аграрно-промышленного кооперирования. — Минск: БГУ, 1977. — 144 с.
- Давыденко Л. Н. Сельскохозяйственный труд в агропромышленном комплексе. — Минск: БГУ, 1983. — 183 с.
- Афанасенко И. Д., Давыденко Л. Н. Новый способ производства продовольствия. — М., 1992. — 225 с.
- Давыденко Л. Н. и др. Микро- и макроэкономика: Учеб.-метод.пособие для студентов вузов. — Минск: Белорус.гос.ун-т, 1993. — 94 с. — ISBN 5-7830-0255-0.
- Давыденко Л. Н., Тур А. Н., Цеханович Т. Ф. и др. Государственное регулирование социально-экономических отношений. — Минск: БГУ, 1996. — 384 с. — ISBN 985-614/4-17-5.
- Методология рынков в системе агробизнеса // Агроэкономика. — 1997. — № 12. — С. 5—6.
- Пакуш Л. В., Воробьёв В. А., Давыденко Л. Н. Микроэкономическое регулирование сельского хозяйства (проблемы методологии позитивного анализа). — Астана, 2000. — 245 с.
- Давыденко Л. Н. Беларусь и мир в условиях рыночной трансформации: Учеб.-метод. пособие. — Минск: БГПУ, 2004. — 70 с. — ISBN 985-435-832-1.
- Давыденко Л. Н., Калинин Э. М., Рубашный В. С. Экономические циклы и инновации : Материалы исслед.. — Минск: БГПУ, 2004. — 58 с. — ISBN 985-435-662-0.
- (в соавторстве). Экономическая теория: учебное пособие. — Минск: Выш. шк., 2002. — 365 с. (переиздания 2004, 2007 годов)
- Давыденко Л. Н., Давыденко Е. Л. Белорусский вектор экономического развития. — Минск: БГПУ, 2006. — 159 с. — ISBN 985-501-081-7.
- Давыденко Л. Н., Литвинюк А. И. Трансграничное сотрудничество: экономические и институциональные основы. — Минск: БГПУ, 2006. — 207 с. — ISBN 985-501-205-4.
- Давыденко Л. Н., Бутеня В. Е., Валаханович В. Н. Введение в рыночную экономику : учебно-методическое пособие. — Минск: БГЭУ, 2008. — 147 с. — ISBN 978-985-484-553-1.
- Давыденко Л. Н., Ключинский А. П. Способы открытия собственного дела. — Гомель: ГГУ, 2006. — 94 с. — ISBN 985-439-179-5.
- Давыденко Л. Н., Бруханчик А. Н., Паськова В. Н. Основы управления интеллектуальной собственностью. — Минск: БГПУ, 2008. — 202 с. — ISBN 978-985-501-896-5. (переиздание в 2011 году)
- Давыденко Л. Н. Основы экономической теории: принципы, проблемы, политика трансформации. Международный опыт и белорусский вектор развития : учебное пособие. — 2-е изд. — Минск: ИВЦ Минфина, 2011. — 467 с. — ISBN 978-985-6993-11-7.
- Давыденко Л. Н., Давыденко Е. Л., Соболенко И. А. Экономическая теория. Практикум. — 2-е изд. — Минск: Вышэйшая школа, 2010. — 288 с. — ISBN 978-985-06-1872-6.
- Давыденко Л. Н. Институционализация рынка инновационных проектов. — Минск: ИВЦ Минфина, 2011. — 240 с. — ISBN 978-985-6993-24-7.
- Давыденко Л. Н., Сусько Н. В. Актуальные проблемы экономики социальной сферы: учебно-метод. пособие. — Минск: БГПУ, 2012. — 326 с. — ISBN 978-985-541-038-7.
- Davydenko L. N., Przychocka I. Instytucionalizacja rynku inwestowania w innowacje. — Suwalki: PWSZ, 2013. — 200 S. — ISBN 978-83-934340-2-2.
- Давыденко Л. Н. Институционализация рынка природных ресурсов. — Минск: ИВЦ Минфина, 2014. — 256 с. — ISBN 978-985-7060-55-9.
- Давыденко Л. Н., Банникова З. В. Инновационный потенциал предприятия. Модель формирования и управления. — Гомель: ГГУ им. Ф. Скорины, 2014. — 240 с.
- Давыденко Л. Н., Подольская О. А. Международные проекты и программы поддержки устойчивого развития регионов. — Гомель: ГТУ им. П. Сухого, 2015. — 185 с.
- Davydenko L. N. Instytucionalizacja rynku innowacji // Praca naukowa Miedzy ekonomia a historia. — 2012. — S. 439—463.
- Davydzenka L. N. The Financial Crisis in Russia // From the Great Depression to the Global Financial Crisis (1929—2009) / edited by Janusz Kalinski and Marian Zalesko. — Bialystok: UwB, 2012. — S. 229—238.
- Давыденко Л. Н. Электронные образовательные ресурсы как источники исследования инновационной экономики // Весці БДПУ. — Сер. 2. — 2015. — № 1. — С. 57—62.
- Давыденко Л. Н., Сергеев С. П. Развитие информационного общества в Республике Беларусь // Экономика. Моделирование. Прогнозирование : сб. науч. тр.  / редкол. : М. К. Кравцов (гл. ред.) [и др.]. — Минск: НИЭИ М-ва экономики Респ. Беларусь, 2015. — Вып. 9. — С. 4—9.
- Давыденко Л. Н., Венгурова Е. В. Методологическая основа экологизации отношений природы и общества // Веснік БДУ. — Сер. 3. — 2015. — № 2. — С. 53—57.
- Давыденко Л. Н., Венгурова Е. В. Внешнеэкономические торговые связи трансграничного российско-белорусско-украинского Еврорегиона «Днепр» // Вестн. экон. интеграции. — 2015. — № 3—4. — С. 123—128.
- Davydenko L. N., Davydenko E. L. Modern approches in management of the objects // «Modern approches to the management of economic systems in the conditions of global transformations». Proceeding of the 1-st International scientific and practical conference (St. Louis, Missouri, May, 2015). — St. Louis, Missouri: Publishing house science and innovation, 2015. — P. 11—22.
- Давыденко Л. Н., Венгурова Е. В. Формирование стратегии ресурсосбережения в условиях трансграничного сотрудничества регионов Республики Беларусь // Вестн. Поволж. гос. технол. ун-та. Сер. «Экономика и управление». — 2015. — № 1(25). — С. 51—61.
- Давыденко Л. Н., Максимчук А. И. Приоритеты инвестиционной политики Польши в условиях системной трансформации // Веснік БДПУ, Серия 2. — 2015. — № 3. — С. 72—75.
- Давыденко Л. Н. Научно-педагогическая школа экономики знаний // Научно-педагогические школы БГПУ / под ред. А. В. Торховой. — Минск: БГПУ, 2015. — С. 65—78.
- Давыденко Л. Н. Основы предпринимательской деятельности : практикум. — Минск: БГПУ, 2015. — 140 с.